# Ben Gazzara

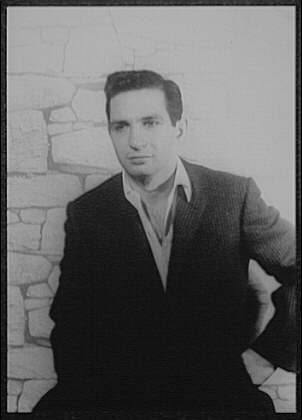
Ben Gazzara (1955)

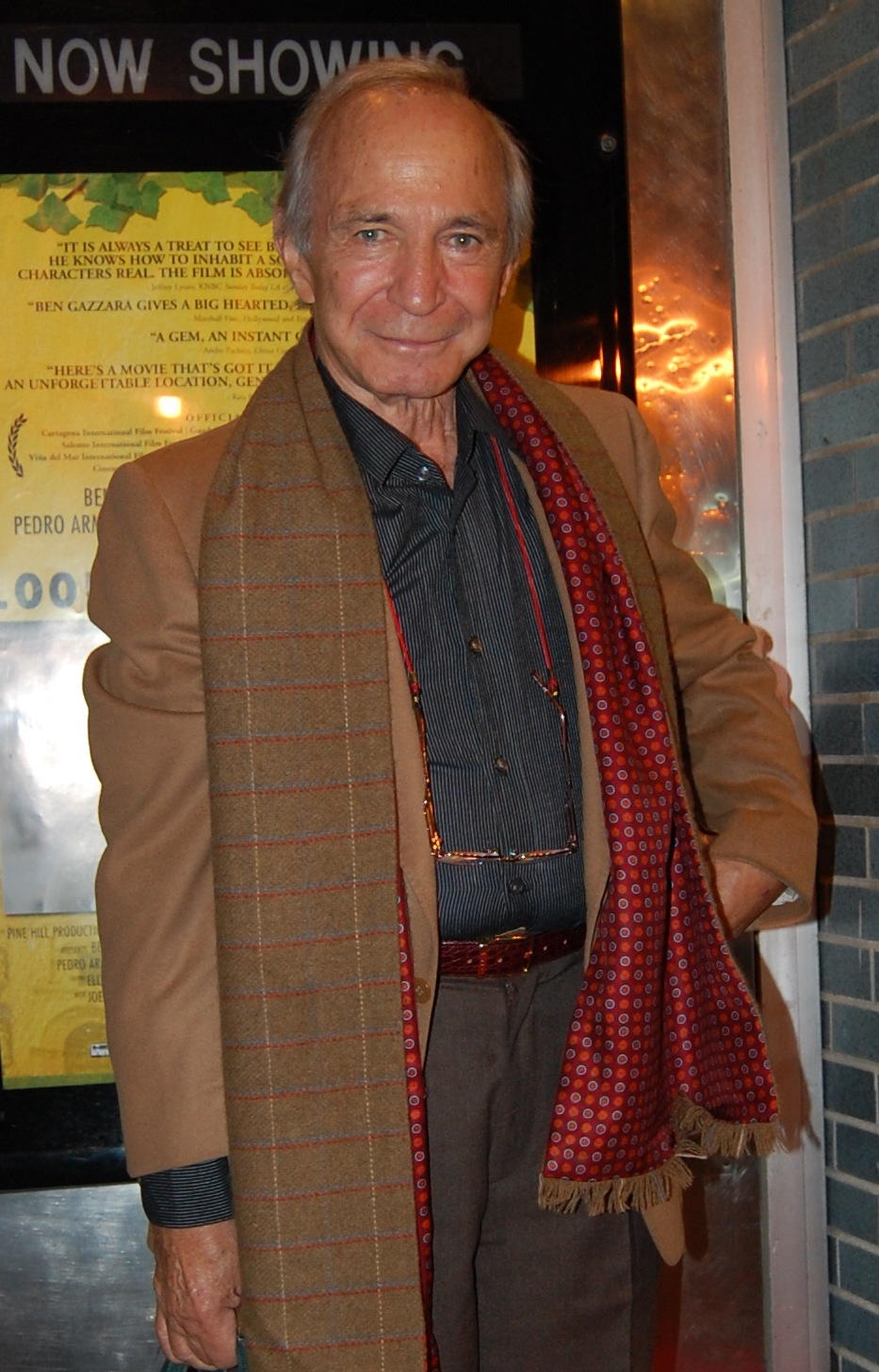
Ben Gazzara (2009)

Ben Gazzara (* 28. August 1930 als Biagio Anthony Gazzara in New York City; † 3. Februar 2012 ebenda) war ein US-amerikanischer Schauspieler und Fernsehregisseur.

## Leben

### Karriere
Seine Eltern waren italienische Einwanderer; Angelina Gazzara geb. Cusumano aus Castrofilippo und Antonio Gazzara aus Canicattì, ein Zimmermann.
Ben Gazzara begann zunächst ein Ingenieurstudium, das er jedoch abbrach, als er sich einem Schauspielstudium zuwandte. Er studierte im Dramatic Workshop unter der deutschen Theaterlegende Erwin Piscator und später im berühmten The Actors Studio, bei dem er ein lebenslanges Mitglied wurde. Mit der Hauptrolle eines brutalen Militäroffiziers in dem Militärdrama Stirb wie ein Mann von Calder Willingham war er 1953 erstmals am Broadway zu sehen. Seinen endgültigen Durchbruch feierte er 1955 in der Rolle des Brick in der Uraufführung von Die Katze auf dem heißen Blechdach von Tennessee Williams. Bis zum Jahr 2006 sollte Gazzara, über die Jahrzehnte verteilt, noch mehrfach zu Produktionen an den Broadway zurückkehren.
In der Verfilmung von Stirb wie ein Mann hatte er 1957 sein Leinwanddebüt. 1959 folgte das Gerichtsdrama Anatomie eines Mordes an der Seite von James Stewart, George C. Scott und Lee Remick, in dem Gazzara den hitzköpfigen, schwer zu durchschauenden Angeklagten in einem Mordprozess spielte. Nachfolgend fanden sich allerdings kaum lohnende Filmangebote für ihn, und er verpasste – trotz Vergleichen mit diesen Schauspielern – die ganz großen Filmerfolge von anderen Method-Acting-Schauspielern wie Marlon Brando, Robert De Niro und Al Pacino. In den 1960er Jahren trat er vorwiegend in Fernsehproduktionen auf, darunter sehr erfolgreich als ein todkranker Mann, der quer durch die Vereinigten Staaten reist und verschiedene Dinge erlebt, in der Serie Wettlauf mit dem Tod (1965–1968). 1969 wirkte er in dem Kriegsfilm Die Brücke von Remagen in der Rolle eines amerikanischen Offiziers mit.
Im Laufe seiner Karriere bei Film, Fernsehen und Theater verkörperte der als charismatisch beschriebene Gazzara meistens betont hart und stark auftretende Männer, die sich oft dysfunktional verhielten. Viele seiner Figuren hatten eine bedrohliche Art, mitunter besaßen sie aber auch einen sanften Kern.
In den 1970er-Jahren erhielt Gazzara mehrere lohnende Rollen in den Filmen seines Freundes John Cassavetes, so in Ehemänner (1970), Die Ermordung eines chinesischen Buchmachers (1976) und in Opening Night (1977). Eine seiner herausragendsten Filmrollen erhielt er in Die Ermordung eines chinesischen Buchmachers als Stripclub-Besitzer Cosmo Vitelli, dem von seinen Schuldnern aufgetragen wird, einen alten chinesischen Buchmacher umzubringen. 1975 verkörperte er Al Capone in dem Gangsterfilm Capone unter Regie von Steve Carver. Mit dem Regisseur Peter Bogdanovich arbeitete er bei Saint Jack (1979) und Sie haben alle gelacht (1981), wobei insbesondere seine Hauptrolle eines amerikanischen Bordellbesitzers in Fernost in Saint Jack ihm gute Kritiken einbrachte.
In den 1970er-Jahren war Ben Gazzara auch als Regisseur tätig. In der Columbo-Fernsehreihe mit Peter Falk übernahm er für die beiden Episoden Meine Tote – Deine Tote (1974) und Traumschiff des Todes (1975) jeweils die Regie.
Insbesondere in den 1980er- und 1990er-Jahren arbeitete Gazzara auch häufiger im italienischen Kino. In dem Film Ganz normal verrückt von Marco Ferreri verkörperte er 1981 in der Hauptrolle das Alter Ego von Charles Bukowski, dem Autor der Vorlage. Zu Gazzaras späteren Filmrollen im Hollywood-Kino zählen ein Kleinstadt-Despot und Gegenspieler von Patrick Swayzes Hauptfigur in Road House (1989), der Pornofilm-Produzent Jackie Treehorn in The Big Lebowski (1998) an der Seite von Jeff Bridges sowie eine Nebenfigur in Die Thomas Crown Affäre (1999) an der Seite von Pierce Brosnan. 2003 war er Teil der Schauspielerensembles von Lars von Triers Dogville, 2006 spielte er an der Seite von Cassavetes’ Witwe Gena Rowlands in einer Episode des Liebesfilms Paris, je t’aime. Ben Gazzara blieb bis kurz vor seinem Tod als Schauspieler tätig.

### Auszeichnungen
Nach drei Nominierungen für einen Golden Globe für die Fernsehserie Wettlauf mit dem Tod in den Jahren 1967, 1968 und 1969 und weiteren drei Nominierungen für einen Emmy 1967, 1968 und 1986 wurde er mit seiner vierten Emmy-Nominierung 2003 als bester Nebendarsteller in dem Filmdrama Hysterical Blindness ausgezeichnet. Im Laufe seiner Karriere spielte Gazzara auch immer wieder Theater; 1955, 1975 und 1976 war er jeweils für einen Tony nominiert.

### Privates
Von 1982 bis zu seinem Tod war Gazzara in dritter Ehe mit Elke Krivat (Stuckman) verheiratet. Davor war er mit Louise Erickson (von 1951 bis 1957) und mit der Schauspielerin Janice Rule (von 1961 bis 1979) verheiratet. Mit Rule hatte er eine Tochter.
Gazzara starb 2012 im Alter von 81 Jahren im New Yorker Bellevue Hospital Center an Bauchspeicheldrüsenkrebs.

## Filmografie (Auswahl)

### Als Schauspieler
- 1951–1954: Danger (Fernsehserie, 4 Folgen)
- 1957: Stirb wie ein Mann (The Strange One)
- 1959: Anatomie eines Mordes (Anatomy of a Murder)
- 1960: Dieb aus Leidenschaft (Risate di gioia)
- 1961: Chefarzt Dr. Pearson (The Young Doctors)
- 1963–1964: Arrest and Trial (Fernsehserie, 30 Folgen)
- 1965: Nymphomania (A Rage to Live)
- 1965–1968: Wettlauf mit dem Tod (Run for Your Life, Fernsehserie, 85 Folgen)
- 1969: So reisen und so lieben wir (If It’s Tuesday, This Must Be Belgium)
- 1969: Die Brücke von Remagen (The Bridge at Remagen)
- 1970: Ehemänner (Husbands)
- 1972: Nightfall – Stimmen der Angst (When Michael Calls, Fernsehfilm)
- 1972: Pursuit (Fernsehfilm)
- 1972: The Opium Connection (Afyon - Oppio)
- 1973: Die Odyssee der Neptun (The Neptune Factor)
- 1974: QB VII (Miniserie, 2 Folgen)
- 1975: Capone
- 1976: Die Ermordung eines chinesischen Buchmachers (The Killing of a Chinese Bookie)
- 1976: Bluthunde vom Teufel zerrissen (High Velocity)
- 1976: Reise der Verdammten (Voyage of the Damned)
- 1977: Wer erschoss John F. Kennedy? (The Trial of Lee Harvey Oswald, Fernsehfilm)
- 1977: Opening Night
- 1979: Saint Jack
- 1979: Blutspur (Bloodline)
- 1981: Inchon
- 1981: Sie haben alle gelacht (They All Laughed)
- 1981: Ganz normal verrückt (Storie di ordinaria follia)
- 1982: Polizei-Komplott (A Question of Honor, Fernsehfilm)
- 1982: Das Mädchen von Triest (La ragazza di Trieste)
- 1984: Ein Skandal in besten Kreisen (Uno scandalo perbene)
- 1985: Absturz in die Hölle (Figlio mio, infinitamente caro...)
- 1986: The Professor (il Cammorista)
- 1985: Früher Frost (An Early Frost, Fernsehfilm)
- 1985: Ein Brief mit Konsequenzen (A Letter to Three Wives, Fernsehfilm)
- 1987: Control (Il giorno prima)
- 1987: Mord auf Bestellung (Downpayment on Murder, Fernsehfilm)
- 1988: Schneller als das Auge (Passe-passe)
- 1988: Don Bosco
- 1989: Bitterer Champagner (Champagne amer)
- 1989: Road House
- 1990: Leute wie wir (People like Us, Fernsehfilm)
- 1990: Ausstieg ins Paradies (Oltre l’oceano)
- 1991: Küsse und Lügen (Lies Before Kisses, Fernsehfilm)
- 1991: Per sempre
- 1993: Die Leute gegenüber (Les gens d’en face)
- 1994: Tödliches Klassentreffen (Parallel Lives, Fernsehfilm)
- 1994: Diebe unter sich (Sherwood's Travels)
- 1995: Bandits (Banditi)
- 1996: Süße Beute – Lockvogel des Killers (Scene of the Crime)
- 1997: Ein heißes Trio (Farmer and Chase)
- 1997: Die Verschwörung im Schatten (Shadow Conspiracy)
- 1997: Die unsichtbare Falle (The Spanish Prisoner)
- 1997: Vicious Circles
- 1998: The Big Lebowski
- 1998: Buffalo ’66
- 1998: Happiness
- 1998: Illuminata
- 1999: Summer of Sam
- 1999: Die Thomas Crown Affäre (The Thomas Crown Affair)
- 1999: Jack of Hearts – Abrechnung in Las Vegas (Jack of Hearts)
- 1999: Paradise Cove
- 2000: Blue Moon
- 2000: Ein todsicheres Geschäft (Undertaker's Paradise)
- 2000: The List – Verführt ... Verraten ... Verfolgt (The List)
- 2001: Law & Order: Special Victims Unit (Fernsehserie, Folge 3x02 Zorn)
- 2002: Hysterical Blindness (Fernsehfilm)
- 2003: Dogville
- 2005: Bonjour Michel
- 2005: Schubert
- 2005: Papst Johannes Paul II. (Pope John Paul II, Miniserie, 2 Folgen)
- 2006: Paris, je t’aime
- 2006: The Shore
- 2006: Der stille Don (Quiet Flows the Don, Miniserie)
- 2008: Mord im Empire State Building (Meurtres à l'Empire State Building, Fernsehfilm)
- 2008: Eve (Kurzfilm)
- 2009: L'onore e il rispetto (Miniserie, 6 Folgen)
- 2010: 13
- 2010: Christopher Roth – Der Killer in dir! (Christopher Roth)
- 2013: Pupetta: Il coraggio e la passione (Miniserie, 4 Folgen)

### Als Regisseur
- 1967–1968: Wettlauf mit dem Tod (Run for Your Life, Fernsehserie, 5 Folgen)
- 1971: The Name of the Game (Fernsehserie, Folge 3x21)
- 1974: Columbo: Meine Tote – Deine Tote (A Friend in Deed, Fernsehreihe)
- 1975: Columbo: Traumschiff des Todes (Troubled Waters, Fernsehreihe)
- 1990: Ausstieg ins Paradies (Oltre l’oceano)